# 7269 Алпрохоров
7269 Алпрохоров (1975 VK2, 1975 WY1, 1985 RY2, 7269 Alprokhorov) — астероїд головного поясу, відкритий 2 листопада 1975 року.
Тіссеранів параметр щодо Юпітера — 3,243.